# Goianá
Goianá este un oraș în Minas Gerais (MG), Brazilia.